# Partido Socialista Unificado de México
Die Partido Socialista Unificado de México (PSUM) war die stark linkspolitisch ausgerichtete und an den Ideologien des Eurokommunismus festhaltende Vereinigte Sozialistische Partei Mexikos, die zwischen 1981 und 1988 existierte.
Die PSUM ging im November 1981 aus folgenden Parteien des stark linkspolitischen Flügels hervor, die sich bereits 1977 zum Wahlbündnis „Coalición de Izquierda“ (dt.: Koalition der Linken) zusammengeschlossen hatten:
- der Partido Comunista Mexicano - PCM,
- der Movimiento de Acción y Unidad Socialista - MAUS (dt.: Bewegung der sozialistischen Aktivität und Vereinigung), einer in der mexikanischen Arbeiterbewegung aktiven Splittergruppe der PCM,
- der Partido del Pueblo Mexicano - PPM (dt.: Partei des mexikanischen Volkes) und
- der Movimiento de Acción Popular - MAP (dt.: Volksaktionsbewegung).

Parteivorsitzender war Arnoldo Martínez Verdugo.
Nach dem Zusammenschluss mit der Partido Mexicano de los Trabajadores (PMT) 1987 ging 1988 aus der PSUM die Partido Mexicano Socialista (PMS) hervor. 